# Пам'ятник Тарасу Шевченку (Слов'янськ)
Пам'ятник Тарасу Шевченку — монумент, споруджений на честь українського поета, прозаїка, художника та етнографа Тараса Григоровича Шевченка у місті Слов'янську (Україна).

Пам'ятник українському поетові Тарасу Григоровичу Шевченку (1814—1861) було встановлено у березні 1992 року, на вулиці Шевченка, на честь 186-ї річниці від дня народження. Монумент виготовлений із граніту та залізобетону. За задумом автора такою ж потужною, непохитною, як граніт, було кохання Тараса Григоровича до своєї Батьківщини — України.